# 譚溥 (宣德進士)
譚溥（1404年—1462年），字澤民，号质堂，山東省萊州府平度州昌邑縣人，民籍，治《易經》。山东昌邑海眼谭氏祖先。

## 生平
九月二十三日生，行二。大名縣學生。宣德七年壬子（1432年）由大名縣學生中式順天府鄉試第二十一名舉人，年三十歲中式宣德八年（1433年）癸丑科會試第七十七名，第三甲第十八名進士。
明英宗設宴于文華殿，見其儀錶莊嚴，語達理據，正統元年（1436年）四月欽點刑部浙江清吏司主事，九年六月遷刑部郎中。“廉介自飭，不少阿附，用法明允，案无停牍，自大司寇而下，率礼重之。”升遼東苑馬寺少卿，兼營兵備、糧餉。任間“力懲貪腐，變革陋規，剷除馬政之弊，邊用充給”。景泰元年庚午（1450年）十二月以績遷江西右參政，四年癸酉（1453年）調廣東右參政，三年調江西，天順二年（1458年）五月擢陝西左布政使。天順五年辛巳（1461年）丁父憂，奪情起複，上念其清，直徵為南京戶部左侍郎，仍食從二品俸。未愈，六年正月年卒於任。椁回，行李单篓，一无赢储。帝赐祭葬，遣官谕祭，身后恤典，一切从厚。墓在昌邑城东文山东麓谭氏茔。《昌邑县志》有载。明英宗旨曰：“惟尔秉性刚方，持道毅慎，俾居廊署，己著能声。累任藩垣，并扬清誉。加卿之职，迁莅南都。何半载之未逾，一疾而长逝。讣音忽至，良用悼嗟。追念勤劳，特兹遣祭。尔灵不昧，钦此光归”。

## 家族
曾祖譚武；祖父譚達；父譚義，□縣教諭；母趙氏；繼母王氏；繼母陳氏。具慶下。弟慱；厚。